# Rhipidia effusa
Rhipidia effusa är en tvåvingeart som först beskrevs av Alexander 1956.  Rhipidia effusa ingår i släktet Rhipidia och familjen småharkrankar.
Artens utbredningsområde är Uganda. Inga underarter finns listade i Catalogue of Life.